# Sterculia villifera
Sterculia villifera är en malvaväxtart som beskrevs av Ernst Gottlieb von Steudel. Sterculia villifera ingår i släktet Sterculia och familjen malvaväxter. Inga underarter finns listade i Catalogue of Life.